# John Culpepper
John Culpepper (* 10. April 1765 bei Wadesboro, Anson County,  Province of North Carolina; † Januar 1841 im Darlington County, South Carolina) war ein US-amerikanischer Politiker. Zwischen 1807 und 1829 vertrat er mehrmals den Bundesstaat North Carolina im US-Repräsentantenhaus.

## Werdegang
John Culpepper besuchte die öffentlichen Schulen seiner Heimat und wurde danach Geistlicher der Baptistenkirche. Politisch wurde er Mitglied der Föderalistischen Partei. Bei den Kongresswahlen des Jahres 1806 wurde er im siebten Wahlbezirk von North Carolina in das US-Repräsentantenhaus in Washington, D.C. gewählt, wo er am 4. März 1807 die Nachfolge von Duncan McFarlan antrat. Diese Wahl wurde angefochten und eine Nachwahl angeordnet, die Culpepper ebenfalls gewann. Damit konnte er mit einer kurzen Unterbrechung bis zum 3. März 1809 eine Legislaturperiode im Kongress absolvieren. In den folgenden Jahren bis 1829 wurde er mehrfach im siebten Distrikt seines Staates in den Kongress gewählt. Zwischen dem 4. März 1813 und dem 3. März 1817 konnte er zwei Amtszeiten im US-Repräsentantenhaus verbringen, die zu Beginn von den Ereignissen des Britisch-Amerikanischen Krieges geprägt waren. Im Jahr 1816 wurde er nicht bestätigt.
Bei den Wahlen des Jahres 1818 wurde Culpepper ein weiteres Mal in den Kongress gewählt, wo er zwischen dem 4. März 1819 und dem 3. März 1821 eine weitere Legislaturperiode absolvierte. In den 1820er Jahren schloss er sich der Bewegung um Präsident John Quincy Adams an. Zwischen 1823 und 1825 und nochmals von 1827 bis 1829 war er nochmals Kongressabgeordneter, nun für die National Republican Party. Diese Zeit war von heftigen Diskussionen zwischen Anhängern und Gegnern des späteren Präsidenten Andrew Jackson bestimmt. Im Jahr 1828 verzichtete John Culpepper auf eine weitere Kandidatur. Nach seinem endgültigen Ausscheiden aus dem US-Repräsentantenhaus zog er sich aus der Politik zurück. Er starb im Januar 1841 auf dem Anwesen seines Sohnes in South Carolina.